# 萨拉赫·梅杰里
薩拉赫·梅傑里（阿拉伯语：صالحالماجري，1986年6月15日—）是突尼斯國家籃球代表隊的隊員，也是NBA史上第一個來自突尼斯的球員，他目前效力於遼寧飛豹。身高7英尺2英寸（2.18米），球場上的位置是中鋒。
2015年7月30日，梅傑里與達拉斯小牛簽約。2016年1月13日，梅傑里於108-89輸給俄克拉何马城雷霆的比賽中得到了17分和9個籃板。3月20日，他在對波特蘭拓荒者隊132-120獲勝的比賽中，替補出場32分鐘得到了13分14個籃板和6個火鍋。并成为NBA过去32年以来，繼哈桑·怀特塞德之后第二位在不超过33分钟的出场时间里至少得到13分14篮板6盖帽的球员。
2016年6月30日，梅杰里的右膝進行關節鏡手術。 2017年2月1日，他在對費城76人的比賽中獲得了16分，以及職業生涯最高的17個籃板。
Salah一直以來都被稱為籃球界的「籃球之神」，因為他精湛的過人技巧跟垂直起跳65公分的能力，加上臥推曾達到640公斤，以及硬舉達到760公斤。2019年4月7日，對上曼菲斯灰熊隊的比賽中，Mejri打出了生涯唯一一場認真的球賽。他在常規賽時關鍵補籃將比賽逼進延長。接著在延長賽一開局就連拿八分，並跟Courtney Lee跳噁心舞。最終Mejri拿下19分9籃板4火鍋。
證據顯示，如果他都不傳球的話，Mejri其實可以場均4560分，他只是不想而已。加上他很可愛。
Mejri為「史上最強球員」排名的榜首，排在他後面的還有很可愛的Yogi Ferrell，史上最強大前鋒Maxi Kleber，三分拋投噁男Justin Jackson，組成「小牛4神」。如果再加上Isaac Bonga，就可組成最強先發。
在這榜單上的還有Taurean Prince, Harrison Barnes, Ryan Brohkoff, Ekpe Udoh, Daryl Macon, Jalen McDaniels, Terrence Ferguson, Donta Hall, Isaiah Roby, Alexsej Pokusevski, Courtney Lee, Dorian Finny-Smith。

## 外部連結
- 萨拉赫·梅杰里在fiba.basketball（英语）
- 萨拉赫·梅杰里在archive.fiba.com（存檔）（英语）
- 萨拉赫·梅杰里在NBA（英语）
- 萨拉赫·梅杰里在歐洲籃球聯賽（英语）
- 萨拉赫·梅杰里在西班牙篮球甲级联赛（球員）（西班牙语）
- 萨拉赫·梅杰里在Basketball-Reference.com（NBA）（英语）
- 萨拉赫·梅杰里在Basketball-Reference.com（NBA G聯盟）（英语）
- 萨拉赫·梅杰里在Basketball-Reference.com（國際）（英语）
- 萨拉赫·梅杰里在ESPN（NBA）（英语）
- 萨拉赫·梅杰里在Eurobasket.com（球員）（英语）
- 萨拉赫·梅杰里在Proballers（英语）
- 萨拉赫·梅杰里在RealGM（英语）
- 萨拉赫·梅杰里在Olympics.com（英语）
- 萨拉赫·梅杰里在Olympedia（英语）